# 大卫·卡劳德·昂甘
大卫·卡劳德·昂甘（Davy Claude Angan，1987年9月20日—）是一名科特迪瓦足球运动员，现在效力于马来西亚超级足球联赛球队马六甲联，司职前锋。

## 俱乐部生涯
昂甘在科特迪瓦球队班热维尔开始职业足球生涯，2008年转会加盟挪威足球超级联赛球队利恩，2010年加盟赫訥福斯。2011年1月12日，昂甘以400万挪威克朗的身价加盟莫爾德，成为奥勒·索尔斯克亚执教球队后的第二笔签约。他在2011赛季出场29次，射进9球，帮助球队历史上首次夺得顶级联赛冠军。昂甘在在2012赛季更近一步，出场26次进13球，在射手榜排列第三位，并帮助球队在联赛卫冕成功。
2013年1月26日，昂甘转投中国足球超级联赛球队杭州绿城。
2016年8月，昂甘被杭州绿城租借到加齐安特普体育，为求一份永久合同。
2019年5月，昂甘正式转会至马来西亚超级足球联赛的球会马六甲联队。

## 荣誉
莫爾德
- 挪威足球超级联赛: 2011，2012